# Ghiacciaio Polar Times
Il ghiacciaio Polar Times è un ghiacciaio situato sulla costa di Ingrid Christensen, nella Terra della Principessa Elisabetta, in Antartide. Il ghiacciaio, il cui punto più alto si trova a circa 100 m s.l.m., fluisce verso nord tra il nunatak Svarthausen e il nunatak Boyd, fino ad andare ad alimentare la parte occidentale della piattaforma glaciale Pubblicazioni, a est del ghiacciaio Lambert.

## Storia
Il ghiacciaio Polar Times fu mappato e battezzato nel 1952 dal geografo americano John H. Roscoe che effettuò un dettagliato studio dell'area basandosi su fotografie aeree scattate durante l'operazione Highjump, 1946-47. Roscoe diede alla formazione il nome di "ghiacciaio Polar Times" in onore del The Polar Times, una rivista pubblicata dall'American Polar Society di New York.